# Chironomus maturus
Chironomus maturus är en tvåvingeart som beskrevs av Oskar Augustus Johannsen 1908. Chironomus maturus ingår i släktet Chironomus och familjen fjädermyggor. Inga underarter finns listade i Catalogue of Life.